# Duo Normand
Il Duo Normand è una cronometro a coppie maschile di ciclismo su strada, che si corre nel comune di Marigny in Francia, ogni anno nel mese di settembre. Fa parte del calendario UCI Europe Tour come gara di classe 1.1 (1.2 dal 2005 al 2011).

## Albo d'oro
Aggiornato all'edizione 2019.
| Anno | Vincitore                                  | Secondo                                 | Terzo                                  |
| ---- | ------------------------------------------ | --------------------------------------- | -------------------------------------- |
| 1982 | Philippe Bouvatier Bruce Péan              | Éric Ragneau Dominique Ragneau          | Henrik Charucki François Mignon        |
| 1983 | Brian Holm Jack Olsen                      | Thierry Marie Alain Taillefer           | Bruno Cornillet Roland Le Clerc        |
| 1984 | Christophe Gicquel Christophe Bachelot     | Christian Lefebvre Jean-Paul Letourneur | Philippe Brenner Fabrice Henry         |
| 1985 | Thierry Marie Charly Mottet                | William Pérard Jacques Dutailly         | Bernard Richard Daniel Leveau          |
| 1986 | Jack Olsen Peter Gilling                   | Laurent Bezault Pascal Lino             | Frédéric Gallerne M. Saux              |
| 1987 | Thierry Marie Gérard Rué                   | Richard Vivien Laurent Bezault          | Bernard Richard Roland Leclercq        |
| 1988 | Thierry Marie Philippe Bouvatier           | Peter Verbeken Bart Leysen              | Atle Kvålsvoll Olaf Lurvik             |
| 1989 | Romes Gajnetdinov Pavel Tonkov             | Richard Vivien Jean-Louis Harel         | Paul Haghedooren Rob Harmeling         |
| 1990 | Dmitrij Vasil'čenko Jurij Manujlov         | Francis Moreau Laurent Pillon           | Michel Cargnello Jean-Luc Tasset       |
| 1991 | Vjačeslav Džavanjan Andrej Teterjuk        | Jan Karlsson Björn Johansson            | Thierry Gouvenou Christophe Capelle    |
| 1992 | Gianfranco Contri Luca Colombo             | Jan Karlsson Glenn Magnusson            | Marcel Wüst Jean-Philippe Dojwa        |
| 1993 | Chris Boardman Laurent Bezault             | Pascal Lance Eddy Seigneur              | Jan Karlsson Magnus Knutsson           |
| 1994 | Gianfranco Contri Cristian Salvato         | Fabian Jeker Beat Meister               | Peter Verbeken Marc Streel             |
| 1995 | Emmanuel Magnien Stéphane Pétilleau        | Pierre-Henri Menthéour Francis Urien    | Jean-Louis Harel Grégoire Balland      |
| 1996 | Chris Boardman Paul Manning                | Jean-François Anti Stéphane Cueff       | Pascal Lance Marek Leśniewski          |
| 1997 | Henk Vogels Cyril Bos                      | Eddy Seigneur Andrea Peron              | Pascal Lance Marek Leśniewski          |
| 1998 | Magnus Bäckstedt Jérôme Neuville           | Carlos Da Cruz Guillaume Auger          | Francis Moreau David Millar            |
| 1999 | Chris Boardman Jens Voigt                  | Arturas Kasputis Gilles Maignan         | Frédéric Guesdon Bradley McGee         |
| 2000 | László Bodrogi Daniele Nardello            | Marco Pinotti Rubens Bertogliati        | Frédéric Finot Anthony Langella        |
| 2001 | Jonathan Vaughters Jens Voigt              | Fabian Cancellara Michael Rogers        | Bart Voskamp Remco van der Ven         |
| 2002 | Evgenij Petrov Filippo Pozzato             | Jonas Olsson Gustav Larsson             | Christian Poos Andy Cappelle           |
| 2003 | Jean Nuttli Philippe Schnyder              | Benjamin Levecot Noan Lelarge           | Eugen Wacker Artem Botchkarev          |
| 2004 | Eddy Seigneur Frédéric Finot               | Benjamin Levecot Noan Lelarge           | Sandy Casar Carlos Da Cruz             |
| 2005 | Sylvain Chavanel Thierry Marichal          | Jurij Krivcov Erki Pütsep               | Dominique Cornu Jürgen Roelandts       |
| 2006 | Ondřej Sosenka Radek Blahut                | Denis Robin Cédric Coutouly             | Florent Brard Stéphane Bergès          |
| 2007 | Bradley Wiggins Michiel Elijzen            | Émilien-Benoît Bergès Denis Robin       | Gustav Larsson Víctor Hugo Peña        |
| 2008 | Michael Tronborg Martin Mortensen          | Casper Jørgensen Michael Mørkøv         | Lieuwe Westra Jos Pronk                |
| 2009 | Nikolaj Trusov Artëm Ovečkin               | Sergej Firsanov Aleksejs Saramotins     | Evgenij Popov Aleksandr Porsev         |
| 2010 | Alexandr Pliuschin Artëm Ovečkin           | Jérémy Roy Anthony Roux                 | Nikita Novikov Dmitry Ignatiev         |
| 2011 | Thomas Dekker Johan Vansummeren            | Jérémy Roy Anthony Roux                 | Jens Mouris Martijn Keizer             |
| 2012 | Luke Durbridge Svein Tuft                  | Alex Dowsett Luke Rowe                  | Andreas Hofer Robert Vrečer            |
| 2013 | Luke Durbridge Svein Tuft                  | Michael Hepburn Jens Mouris             | Kristof Vandewalle Julien Vermote      |
| 2014 | Reidar Borgersen Truls Engen Korsæth       | Anthony Delaplace Arnaud Gérard         | Ivan Balykin Artëm Ovečkin             |
| 2015 | Victor Campenaerts Jelle Wallays           | Dimitri Claeys Olivier Pardini          | Martin Toft Madsen Mathias Westergaard |
| 2016 | Luke Durbridge Svein Tuft                  | Lars Carstensen Martin Toft Madsen      | Johan Le Bon Marc Fournier             |
| 2017 | Anthony Delaplace Pierre-Luc Périchon      | Mathias Norsgaard Mikkel Bjerg          | David Boucher Timothy Stevens          |
| 2018 | Rasmus Christian Quaade Martin Toft Madsen | Casper von Folsach Emil Nygaard Vinjebo | Bruno Armirail Jérémy Roy              |
| 2019 | Rasmus Christian Quaade Mathias Norsgaard  | Christophe Laporte Anthony Perez        | Patrick Gamper Matthias Brändle        |
| 2020 | annullata per la Pandemia di COVID-19      | annullata per la Pandemia di COVID-19   | annullata per la Pandemia di COVID-19  |